# Autoneum
Autoneum Holding AG er schweizisk producent af bildele med hovedkvarter i Winterthur, Kanton Zürich. Autoneum producerer bilakustik og termisk isulering af køretøjer.
Virksomheden blev etableret i 2011 som et spin-off fra Rieter Holding AG. Autoneum har 67 fabrikker og ca. 16.600 ansatte.